# WikiReader

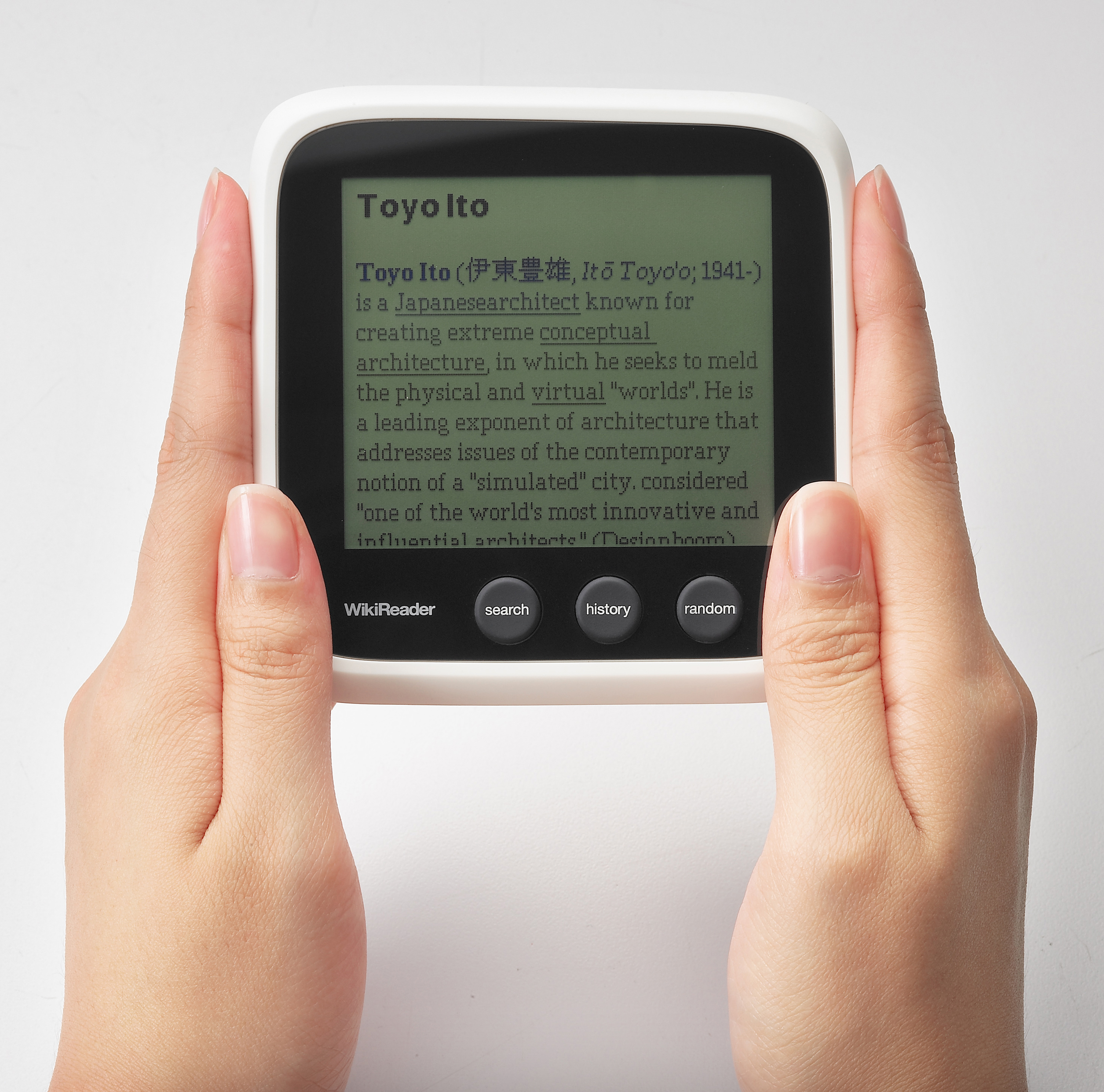
WikiReader zobrazující článek z anglické verze Wikipedie

WikiReader je jednoúčelové přenosné zařízení blízké PDA, které uživateli poskytuje textový obsah Wikipedie bez internetového připojení. Vlastní textový obsah je totiž v zařízení uložen na vyměnitelné microSD kartě. Na konci roku 2014 byla oficiální stránka projektu z neznámých důvodů zrušena a projekt ukončen; nové zařízení již není možné objednávat. 

## Technické specifikace

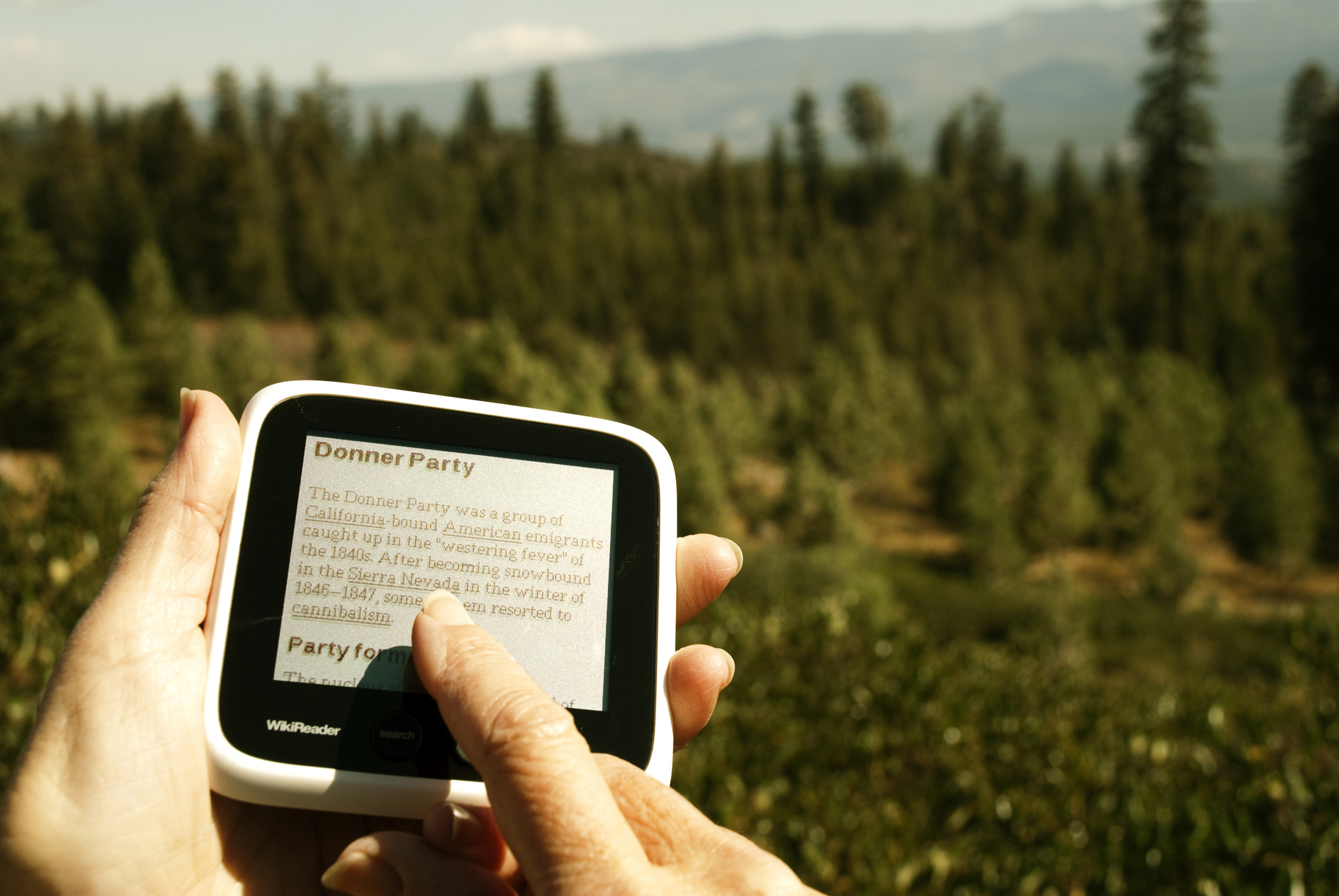
Systém při použití v přírodě

- Displej: 3.5" lesklý černobílý displej z tekutých krystalů s rozměry přibližně 6×7 centimetrů, rozlišení 240 x 208.[1]
- Rozhraní: dotyková obrazovka,[2], čtyři fyzické klávesy
- Procesor: Epson S1C33 (E7) jednočipový počítač s 8KB+2KB vlastní paměti
- Velikost firmware: 64 KB flash paměti
- Vnitřní paměť: 32MB SDRAM
- Uložení dat: Vyměnitelná microSD karta (podporovány i SD a SDHC, podporované velikosti 512MB, 4GB, 8GB) [2]
- Podporované datové formáty: vlastní formát; konvertor z XML užívaného MediaWiki je k disposici[3]
- Rozměry: 9.9 x 9.9 x 2 centimetry[4]
- Váha: 127g[4]
- Podporované jazyky: angličtina
- Zdroj energie: 2 AAA baterie
- Výdrž udávaná výrobcem: 90 hodin [5]